# Strada statale 352 di Grado
La ex strada statale 352 di Grado (SS 352), ora strada regionale 352 di Grado (SR 352), è una strada regionale che collega Udine con Grado.

## Percorso

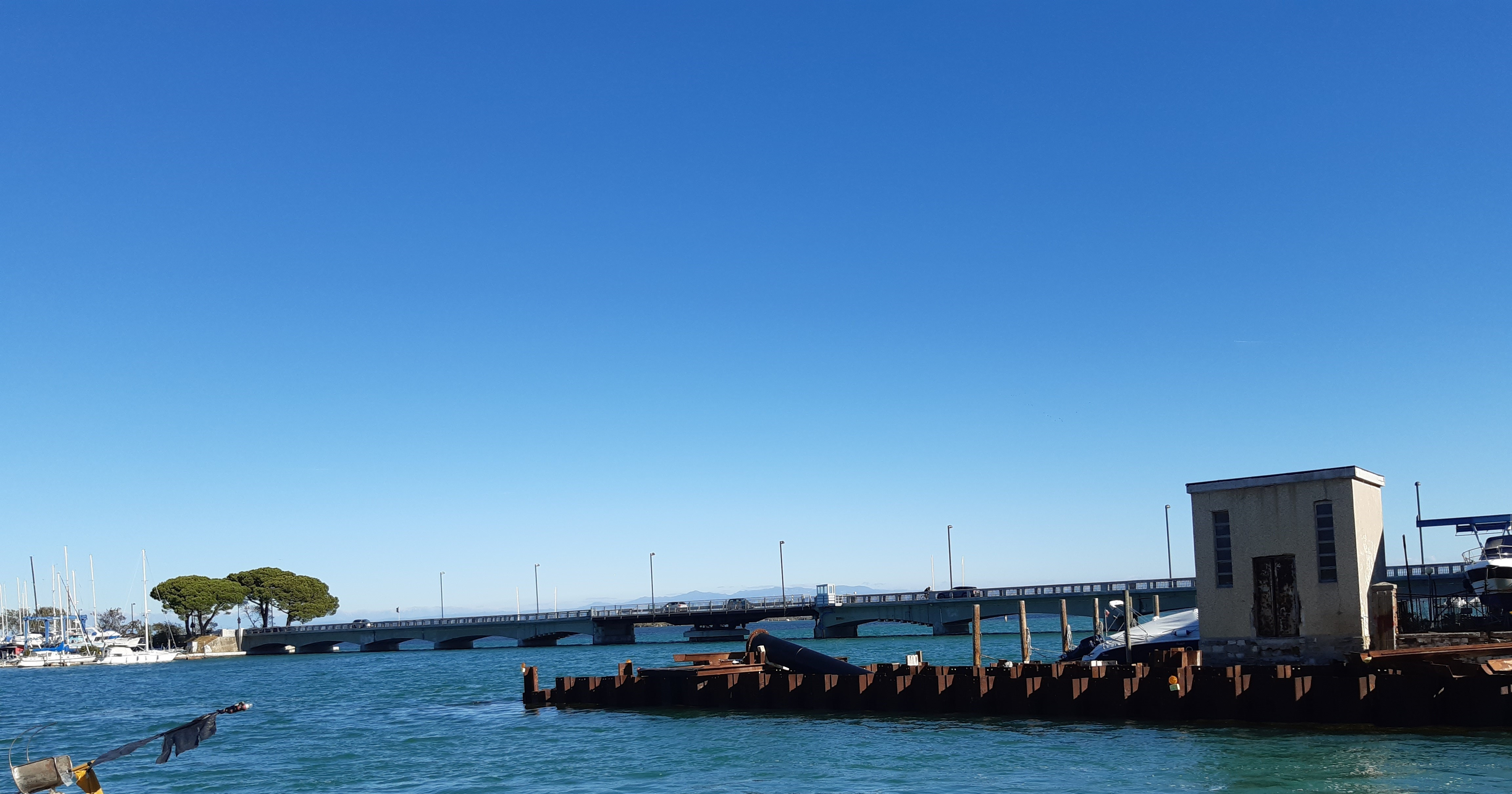
Tratto terminale della SR352, all'entrata di Grado.

Parte dalla rotonda con la strada regionale 56 di Gorizia e la statale 676 alla periferia sud di Udine, in località Paparotti, taglia la pianura friulana verso sud attraverso Lauzacco, Santo Stefano Udinese e Santa Maria la Longa. Giunti a Palmanova incrocia la SR 252 e prosegue ancora verso sud raggiungendo l'importante snodo di Cervignano del Friuli, incrociando la strada statale 14 della Venezia Giulia. Superato Terzo di Aquileia si tocca Aquileia e, giunta a Belvedere, la strada entra nella laguna di Grado ove termina nel'omonima cittadina lagunare. La strada è stata costruita sul vecchio tracciato della via Julia Augusta detta anche via Norica che in origine era parte della SS 13.
Dal 1º gennaio 2008 la gestione della strada è passata alla Regione Friuli-Venezia Giulia, che ha provveduto al trasferimento delle competenze alla società Friuli Venezia Giulia Strade S.p.A..